# Rio Taz

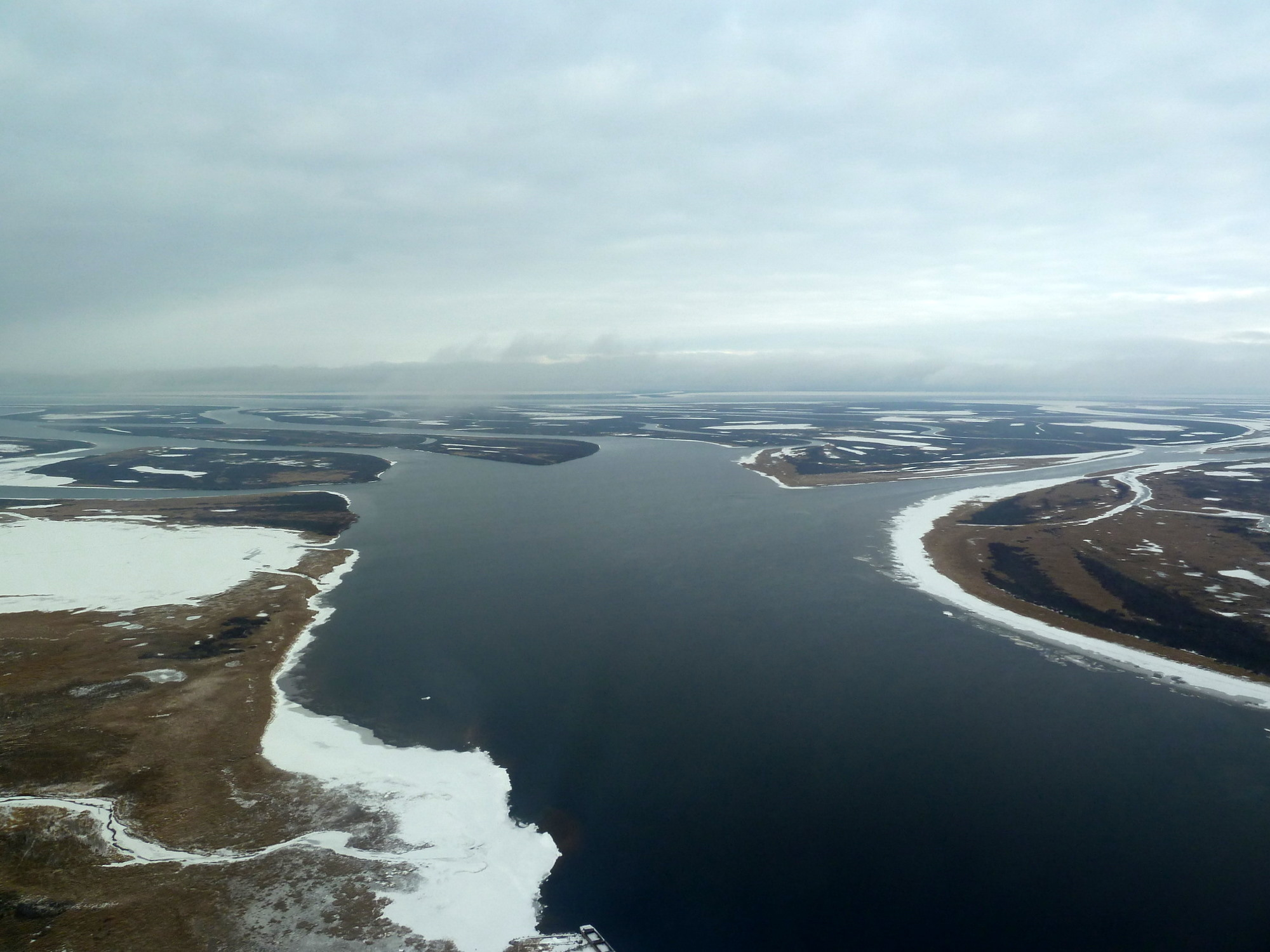
Rio Taz

O rio Taz é um rio que nasce no centro da Rússia e desagua no golfo de Ob, no mar de Kara.